# Simmeringer Straße
Die Simmeringer Straße B228 ist eine Hauptstraße B und ehemalige Bundesstraße in den Wiener Bezirken Landstraße und Simmering. Sie führt von der Schlachthausgasse (B221) zur Zinnergasse (B14) und verläuft dabei parallel zur Ost Autobahn (A4).
Die B228 führt derzeit großteils noch auf einer provisorischen Trasse. Größere Bedeutung kommt ihr nur im Bereich der Anschlussstellen St. Marx (A23) und Simmeringer Haide (A4) zu. Entlang der restlichen Strecke ist das Verkehrsaufkommen relativ gering. Ausbaupläne sehen eine neue Trassenführung zwischen Franzosengraben und 1. Haidequerstraße sowie zwischen 7. Haidequerstraße und 11. Haidequerstraße vor. Damit würde die B228 annähernd geradlinig durch den 11. Bezirk führen.
Entlang der Strecke liegen unter anderem der U-Bahn-Betriebsbahnhof Erdberg, die Wiener Gasometer, die Entsorgungsbetriebe Simmering und die Hauptkläranlage Wien.

## Straßenverlauf

### Derzeitige Trasse
Baumgasse  | Franzosengraben (nördlicher Abschnitt) | Erdbergstraße | -Abfahrt Alt-Simmering | 1. Haidequerstraße | Haidestraße | 7. Haidequerstraße | Wildpretstraße | Johann-Petrak-Gasse | 11. Haidequerstraße | -ASt Simmeringer Haide

### Trasse nach Ausbau
Baumgasse  | Franzosengraben (südlicher Abschnitt) | -ASt St. Marx | Döblerhofstraße | Neue Trasse | Haidestraße | Neue Trasse | -ASt Simmeringer Haide